# Gelbnasen-Baumwollratte
Die Gelbnasen-Baumwollratte (Sigmodon ochrognathus) ist ein Nagetier in der Familie der Wühler, das im Süden Nordamerikas vorkommt.

## Merkmale
Diese Baumwollratte erreicht eine Gesamtlänge von 192 bis 243 mm, wobei Kopf und Rumpf zusammen eine Länge von 132 bis 144 mm einnehmen. Die Art hat 25 bis 29 mm lange Hinterfüße und 20 bis 22 mm lange Ohren sowie ein Gewicht von 41 bis 133 g. Namensgebendes Merkmal sind zwei orangegelbe Flecken beiderseits der Schnauze, die manchmal vereint sind. Bei vielen Exemplaren kommt ein heller Augenring vor. Das Fell der Oberseite besteht aus grauen Haaren mit braunen Spitzen. Zusätzlich besitzen einige Haare gelbe Punkte. Auf der Unterseite kommen graue Wollhaare sowie weiße Deckhaare vor. Verglichen mit anderen Baumwollratten im selben Verbreitungsgebiet ist der Schwanz stärker mit Haaren bedeckt und besitzt kleinere Schuppen. Er hat oberseits eine dunkle und unterseits eine hellgraue Farbe. In jeder Kieferhälfte befinden sich ein Schneidezahn, kein Eckzahn, keine Vormahlzähne und drei Molaren.

## Verbreitung
Das Verbreitungsgebiet reicht von den US-amerikanischen Bundesstaaten Arizona, New Mexico und Texas bis zum mexikanischen Bundesstaat Durango. Die Gelbnasen-Baumwollratte hält sich vorwiegend im felsigen Gelände auf, das mit Gras bedeckt ist. Sie kann auch auf Lichtungen in Wäldern mit Eichen, Kiefern, oder Gewöhnlichen Douglasien angetroffen werden. Ein Exemplar wurde auf einer Höhe von 2.830 Metern registriert.

## Lebensweise
Die Gelbnasen-Baumwollratte gleicht im Verhalten einer gewöhnlichen Wühlmaus. Sie gräbt unterirdische Baue in der oberen Bodenschicht oder in Grasballen. Weiterhin nutzt sie verlassene Nester von Taschenratten oder von anderen Tieren. Als Nahrung dienen vorwiegend grüne Pflanzenteile und Früchte.
Die Individuen können tag- und nachtaktiv sein. Sie erschaffen Trampelpfade, die meist von zwei Exemplaren genutzt werden. Bei Weibchen kann die Paarungsbereitschaft zu allen Jahreszeiten eintreffen. Nach einer Trächtigkeit von etwa 34 Tagen werden 2 bis 6 oder selten bis zu 9 Jungtiere geboren. Die Jungtiere bekommen schon nach wenigen Stunden ein Haarkleid und sie werden vergleichsweise schnell selbstständig.

## Status
Intensive Viehwirtschaft und Urbanisierung beeinträchtigen gebietsweise die Lebensbedingungen der Gelbnasen-Baumwollratte. Der Gesamtbestand gilt laut IUCN als nicht gefährdet (Least Concern).

## Belege
1. ↑  Don E. Wilson, DeeAnn M. Reeder (Hrsg.): Mammal Species of the World. A taxonomic and geographic Reference. 3. Auflage. 2 Bände. Johns Hopkins University Press, Baltimore MD 2005, ISBN 0-8018-8221-4 (englisch, Sigmodon ochrognathus).
2. 1 2 3 4 5  G. Ceballos: Yellow-nosed cotton rat, Mammals of Mexico, Johns Hopkins University Press, Baltimore MD u. a. 2014, S. 729–730
3. 1 2  Baker & Shump (1978): Sigmodon ochrognathus. In: Mammalian Species. No. 97, S. 1–2.
4. 1 2 3 4  Sigmodon ochrognathus in der Roten Liste gefährdeter Arten der IUCN 2016. Eingestellt von: Lacher, T., Timm, R. & Álvarez-Castañeda, S.T., 2016. Abgerufen am 13. März 2017.